# Зинаида Златанова
Зинаида Златанова е заместник министър-председател и министър на правосъдието на Република България – от май 2013 до август 2014 г. (в правителството на Пламен Орешарски).

## Биография
Родена е в София. Баща ѝ е бившият зам.-министър на образованието Камен Велев. Завършва местната Немска езикова гимназия. Магистър е по право от Софийския университет. Известно време е главен експерт в Министерството на околната среда. В периода 2001 – 2007 г. е директор на дирекция „Координация по въпросите на ЕС и международните финансови институции“ към Министерския съвет. През 2008 г. става ръководител на представителството на Европейската комисия в България.